# As Duas Irenes
As Duas Irenes es una película brasileña de 2017, escrita y dirigida por Fabio Meira. Fue presentada por primera vez en el Festival de Berlín en 12 de febrero de 2017 y tuvo su estreno en Brasil en 14 de septiembre del mismo año.
La película estuvo en festivales de cine como Festival Internacional de Cine en Guadalajara, Festival Internacional del Nuevo Cine Latinoamericano de La Habana 2017, Semana Internacional de Cine de Valladolid, Festival Internacional de Cine de Seattle, Festival de Cine de Lima, Festival Ícaro, entre otros y fue nominada en dos categorías en Los Premios Fénix.

## Elenco
- Priscila Bittencourt como Irene de Mirinha
- Isabela Torres como Irene de Neuza
- Susana Ribeiro como Mirinha
- Inês Peixoto como Neuza
- Marco Ricca como Tonica
- Teuda Bara como Madalena
- Marcela Moura como Doroti
- Ana Reston como Cora
- Maju Souza como Solange

## Sinopse
Irene, 13 años, hace parte de una familia tradicional, pero tiene mejor relación con la criada que con las hermanas. Un día se entera de que el padre tiene una hija fuera del matrimonio y que ella también se llama Irene. Sin que nadie sepa, ella se arriesga para conocer la otra niña